# Halomenia gravida
Halomenia gravida is een Solenogastressoort uit de familie van de Pruvotinidae. De wetenschappelijke naam van de soort is voor het eerst geldig gepubliceerd in 1911 door Heath.